# 김규태 (축구 선수)
김규태 (1984년 8월 17일, 대한민국)는 대한민국의 축구 선수로서 포지션은 스트라이커이다. 서울 유나이티드 FC 레전드로 불릴 만큼이나 그의 출전 유무의 따라 경기력 차이와 의존도가 상당히 높다. 또한 클럽에 대한 충성심과 헌신으로 많은 팬들의 사랑을 받은 선수이기도 하다. 2016년 3월 19일, 부여군 FC와의 경기에서 은퇴식을 갖고 공식 은퇴했다.

## 선수 경력
서울 광희중학교, 영등포공업고등학교를 거쳐 조선대학교 졸업 후 2007년 내셔널리그의 안산 할렐루야 FC에 입단하였으나, 많은 부상으로 인한 2년간 많은 출전 기회를 잡지 못했고 2008년 강원도 양구에서 열린 내셔널축구선수권대회에서의 결승까지 전 경기출전하며 4골 2도움을 기록하며 준우승 기여했다. 2009년 공익근무요원으로 후반기 서울 유나이티드에 후반기 시즌에 입단하여 등번호 10번을 부여 받고 후반기 시즌에만 10경기 8득점 8도움을 올리며 서울 유나이티드 주전으로 발돋움했다. 소집 해제 이후 몇몇 K리그 입단 제의를 거절 한 후 2011년 일본 J리그 비셀 고베 입단 테스트 당시 치명적인 무릎 십자인대부상으로 인해 수술대에 올라 입단이 좌절되었으나 그 후 오랜 기간 서울 유나이티드에서만 헌신하는 모습을 보여주며 서울 유나이티드 레전드라 불리고 있다. K3리그의 몇 안 되는 스타플레이어이자 아이콘으로 자리잡았다.